# William Chaumet
William Chaumet (Bordeus, 26 d'abril de 1842 - Gajar, 28 d'octubre de 1903) fou un compositor francès.
Els seus pares el dedicaven al comerç, i en les poques hores que les seves obligacions el deixaven lliure estudià amb ardor la música, i als 23 d'edat es trobà en estat d'escriure una òpera còmica en un acte, la qual s'estrenà a París el 1865.
Després va escriure moltes òperes que es distingeixen per la seva inspiració i curosa factura, les principals són:
- La péché de Géronte (1872),
- Méhul chez Gluck (1873),
- Bathylle (1872), la qual guanyà la primera edició del premi triennal Cressent, adjudicat a una òpera en un o dos actes.
- Idéa (1878),
- Herode (1885),
- Manm'zelle Pioupiou (1889),
- La petite maison (1903), i un gran nombre de peces de concert.